# Adrian Titieni
Pour les articles homonymes, voir Titieni.
Adrian Titieni, né le 6 juin 1963 à Bistrița (Roumanie), est un acteur roumain.

## Filmographie partielle

### Au cinéma
- 1985 : Pas în doi : Dodo
- 1986 : Luminile din larg
- 1988 : Rezerva la start
- 1988 : Expediția
- 1988 : Liliacul înflorește a două oara : Dragoș
- 1988 : Iacob (film) : Inginer
- 1991 : Tinerețe frântă : Ilie
- 1992 : Balanța
- 1993 : Vulpe - vânător
- 1994 : Nostradamus : Priest III
- 1995 : Huntress: Spirit of the Night : Man at Roadblock
- 1995 : Stare de fapt
- 1999 : Fața în față
- 2002 : Patul lui Procust : capitani Aeroclubului
- 2004 : Sindromul Timișoara
- 2005 : Moartea domnului Lăzărescu : Dr Dragoș Popescu
- 2006 : Și totul era nimic : Elefterie
- 2007 : Restul e tăcere : le procureur
- 2007 : Valuri : Victor
- 2008 : Picnic (Pescuit sportiv) d'Adrian Sitaru : Mihai
- 2008 : Schimb valutar
- 2009 : Weekend cu mama : Doctor emergency
- 2009 : Nunta lui Oli : Dorel
- 2010 : Colivia
- 2011 : Câmp cu maci : Dl. Petrescu
- 2011 : 15 iulie
- 2011 : Afternoon in Drumul Taberei
- 2011 : Din dragoste cu cele mai bune intenții : Dr Crișan
- 2011 : Lord : Tatal
- 2012 : Santul : Vasile
- 2012 : Kiddo : Father
- 2012 : Și caii sunt verzi pe pereți : Magazioner / Tocitu
- 2012 : Domestic : Domnul Lazăr
- 2012 : Pastila fericirii : Sot
- 2013 : Mère et Fils : le père de l'enfant
- 2013 : Puzzle : Stefan Manea
- 2013 : Ultima Stație : le chef de gare
- 2013 : Carmen : Dr Sitaru
- 2013 : Betoniera : Șef Șantier
- 2014 : Excursie
- 2014 : Objects in Mirror Are Closer Than They Appear : le père
- 2014 : Căi putere : Mihai
- 2015 : Doar cu buletinul la Paris
- 2015 : Live : Ricu
- 2015 : O Faptă Bună
- 2015 : București NonStop : Giani
- 2016 : Illégitime (Ilegitim) : Victor Anghelescu, le père
- 2016 : Baccalauréat : Romeo
- 2016 : Nameless : Turda Mine Official
- 2016 : Fixeur
- 2016 : Perfect Sănătos : le procureur
- 2017 : Ana, mon amour de Călin Peter Netzer :
- 2024 : Trois kilomètres jusqu'à la fin du monde de Emanuel Pârvu : Le prêtre

## Distinctions
- Festival international du film francophone de Namur 2016 : Meilleur comédien pour Illégitime